# Helene Fehdmer

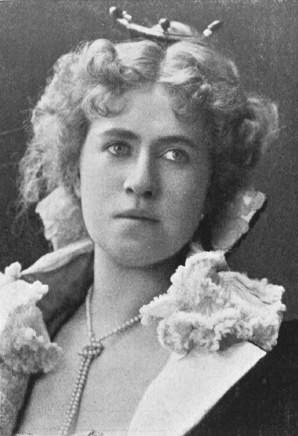
Helene Fehdmer 1899

Helene Fehdmer (* 18. Januar 1872 in Königsberg i. Pr.; † 12. August 1939 in Grainau, Oberbayern) war eine deutsche Schauspielerin.

## Leben

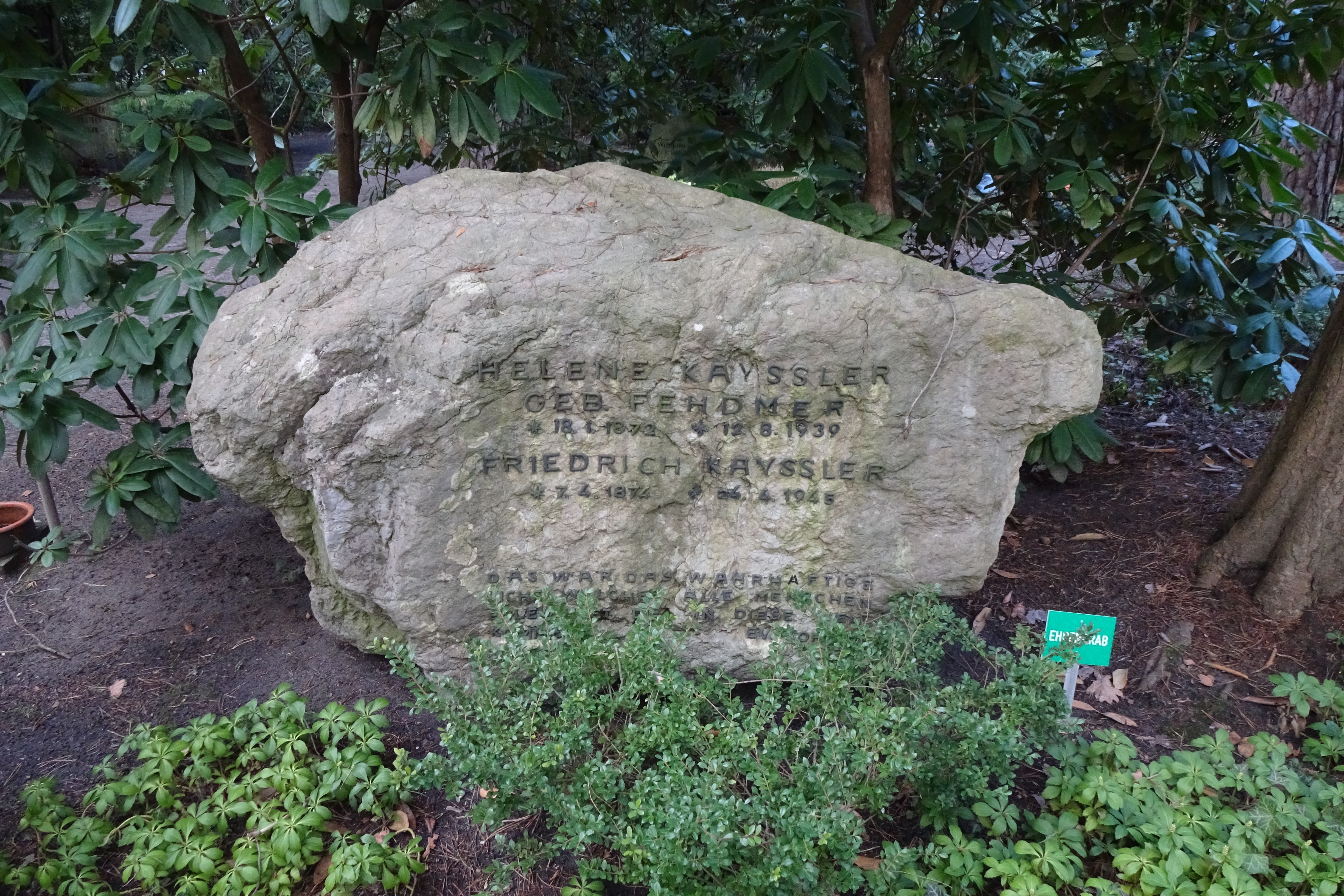
Ehrengrab für Helene Fehdmer und Friedrich Kayssler auf dem Waldfriedhof Kleinmachnow

Die Tochter des Königsberger Malers George Fehdmer wuchs in Berlin und Antwerpen auf und wollte ursprünglich, wie ihre vier Brüder, als bildende Künstlerin arbeiten. Sie beschäftigte sich zunächst mit der Malerei. Von ihren gestalterischen Fähigkeiten zeugen einige sehr viel später geschaffene Wachsplastiken.
Schließlich begann sich Helene Fehdmer für die Schauspielkunst zu interessieren und nahm in Köln Unterricht. Nach ihrem Debüt als Bühnenschauspielerin 1891 am Kurtheater Wildbad kam sie bereits im Jahr darauf nach Berlin, um ihre Karriere am dortigen Lessingtheater fortzusetzen. Nach einem Abstecher an das Berliner Theater und Verpflichtungen an das Residenztheater, wo sie, abgesehen von einem Einsatz als Trilby, überwiegend in Schwänken eingesetzt wurde, wechselte sie 1898 nach Wien, um einer Verpflichtung an das Theater in der Josefstadt nachzukommen. Dort feierte sie einige Erfolge mit literarischen Matineen.
Nach zwei Jahren in Wien und einer Gastspielreise nach Russland kehrte sie nach Berlin zurück, trat am Trianontheater in französischen Salonstücken auf und erstmals mit tragischen Rollen am Neuen Theater. Es folgten Verpflichtungen an das Deutsche Theater, erneut das Lessingtheater, das Theater in der Königgrätzerstraße und, seit dem Ersten Weltkrieg, auch an die Volksbühne. Hier konnte man sie unter anderem in Berg Eyvind und sein Weib, Nach Damaskus (nach August Strindberg) und Wallensteins Tod (nach Friedrich Schiller) an der Seite ihres Mannes (seit 1905), des Schauspielers Friedrich Kayßler, sehen. Seit ihrem Abgang von der Volksbühne (1923) ging Helene Fehdmer überwiegend auf Gastspielreisen ins In- und Ausland. Anschließend gab sie Gastspiele an Berlins Staatstheater. Ihren letzten Auftritt absolvierte Helene Fehdmer zur Zeit der Olympischen Sommerspiele 1936 als Gräfin Bismarck in dem Stück Der Ministerpräsident von Wolfgang Goetz.
In der Reichshauptstadt hatte sich die Ostpreussin einen Namen als Charakterinterpretin gemacht. Zu ihren bekanntesten Rollen zählen die Frau John in Gerhart Hauptmanns Die Ratten, die Laura in Hermann Sudermanns Die Schmetterlingsschlacht, die Königstochter Goneril in William Shakespeares König Lear, die Ljubow Andrejewna in Anton Tschechows Der Kirschgarten und die Klara Sang in Über unsere Kraft. Eine ihrer letzten großen Erfolge feierte sie Anfang 1931 in Der blaue Boll, einem Drama von Ernst Barlach.
Ihre Ausflüge vor die Kamera zu Beginn des Tonfilm-Zeitalters blieben weitgehend bedeutungslos. Ihr Stiefsohn war der Schauspieler Christian Kayßler. Ihr Ehemann verfasste in Erinnerung an seine drei Jahre zuvor verstorbene Frau das Buch Helene Fehdmer zum Gedächtnis, das 1942 im Rütten & Loenig Verlag in Potsdam erschien.
Ihr Grab befindet sich auf dem Waldfriedhof Kleinmachnow.

## Filmografie
- 1930: Es gibt eine Frau, die Dich niemals vergißt
- 1931: Luise, Königin von Preußen
- 1932: Eine von uns
- 1932: Das erste Recht des Kindes
- 1933: Die vom Niederrhein
- 1934: Der ewige Traum
- 1935: Friesennot
- 1937: Der Herrscher
- 1938: Ballade

## Theater
- 1900: Heinrich Vollrath-Schuhmacher: Sommerregen – Regie: ? (Kleines Theater Berlin)
- 1902: Alexandre Dumas: Denise (Denise) – Regie: ? (Trianon-Theater Berlin)
- 1904: Edmond Sée: Das elfte Gebot (Therese Valentin) – Regie: ? (Trianon-Theater Berlin)
- 1904: Josef Ruederer: Die Morgenröte (Lola Montez) – Regie: ? (Kleines Theater Berlin)
- 1905: Maurice Donnay: Liebesleute – Regie: ? (Kleines Theater Berlin)
- 1906: Gunnar Heiberg: Tragödie der Liebe – Regie: Victor Barnowsky (Kleines Theater Berlin)
- 1906: Oscar Wilde: Ein idealer Gatte (Lady Chiltern) – Regie: Ernst Welisch (Kleines Theater Berlin)
- 1907: Max Mell: Die Pächterin von Litchfield – Regie: ? (Kleines Theater Berlin)
- 1907: Leopold Lipschütz, Rudolf Lothar: Die große Gemeinde – Regie: Ernst Welisch (Neues Schauspielhaus Berlin)
- 1907: Johann Wolfgang von Goethe: Torquato Tasso (Prinzessin) – Regie: ? (Neues Schauspielhaus Berlin)
- 1908: William Shakespeare: König Lear (Goneril) – Regie: Max Reinhardt (Deutsches Theater Berlin)
- 1908: Friedrich Freksa: Ninon de l'Enclos (Ninon) – Regie: ? (Hebbel-Theater Berlin)
- 1908: Julius Bab: Der Andere (Elena) – Regie: ? (Hebbel-Theater Berlin)
- 1910: Eduard Stucken: Lanzelot – Regie: Eduard von Winterstein (Deutsches Theater Berlin – Kammerspiele)
- 1910: Alfred Capus: Der verwundete Vogel (Madeleine Salvière) – Regie: Max Reinhardt (Deutsches Theater Berlin – Kammerspiele)
- 1910: William Shakespeare: Hamlet (Gertrude) – Regie: Max Reinhardt (Deutsches Theater Berlin)
- 1911: Hugo von Hofmannsthal: Jedermann (Mutter) – Regie: Max Reinhardt (Zirkus Schumann Berlin)
- 1912: Lew Tolstoi: Und das Licht scheinet in der Finsternis – Regie: ? (Kleines Theater Berlin)
- 1913: Herbert Eulenberg: Zeitwende (Fanny) – Regie: Victor Barnowsky (Lessingtheater Berlin)
- 1914: Leonid Andrejew: Jekaterina Iwanowna (Katja) – Regie: ? (Schauspielhaus München)
- 1914: Bernon, Wilfred Owen: Mr. Wu (Mrs. Gregory) – Regie: Rudolf Bernauer (Theater in der Königsgrätzer Straße Berlin)
- 1915: Bjørnstjerne Bjørnson: Über unsere Kraft (Klara Sang) – Regie: Max Jungk (Theater in der Königsgrätzer Straße Berlin)
- 1915: Friedrich Schiller: Maria Stuart (Elisabeth) – Regie: Rudolf Bernauer (Theater in der Königsgrätzer Straße Berlin)
- 1915: Heinrich von Kleist: Amphitryon (Alkmene) – Regie: Julius Bab (Deutsches Theater Berlin)
- 1916: Bjørnstjerne Bjørnson: Paul Lange und Dora Parsberg (Tora Parsberg) – Regie: Carl Meinhard (Theater in der Königsgrätzer Straße Berlin)
- 1917: Henrik Ibsen: Die Wildente (Gina) – Regie: Carl Meinhard (Theater in der Königsgrätzer Straße Berlin)
- 1918: Karl Immermann: Merlin – Regie: Ludwig Berger (Volksbühne Theater am Bülowplatz Berlin)
- 1918: Anton Tschechow: Der Kirschgarten (Ranjewskaja) – Regie: Friedrich Kayssler (Theater Volksbühne am Bülow-Platz Berlin)
- 1919: Johann Wolfgang von Goethe: Götz von Berlichingen (Elisabeth) – Regie: Paul Legband (Theater Volksbühne am Bülow-Platz Berlin)
- 1920: August Strindberg: Nach Damaskus (Die Dame) – Regie: Friedrich Kayssler (Theater Volksbühne am Bülow-Platz Berlin)
- 1920: Friedrich Schiller: Wallensteins Tod (Gräfin Terzky) – Regie: Friedrich Kayssler  (Theater Volksbühne am Bülow-Platz Berlin)
- 1921: George Bernard Shaw: Kapitän Brassbounds Bekehrung (Lady Waynflete) – Regie: Jürgen Fehling (Theater Volksbühne am Bülow-Platz Berlin)
- 1922: Gerhart Hauptmann: Die Ratten (Frau John) – Regie: Jürgen Fehling (Theater Volksbühne am Bülow-Platz Berlin)
- 1922: Wolodymyr Wynnytschenko: Die Lüge (Ehefrau) – Regie: Friedrich Kayssler (Theater Volksbühne am Bülow-Platz Berlin)
- 1922: Leonid Andrejew: Professor Storyzin (Frau Storyzin) – Regie: Georg Altmann (Residenz-Theater Berlin)
- 1923: William Shakespeare: Wintermärchen (Hermione) – Regie: Heinz Hilpert (Theater Volksbühne am Bülow-Platz Berlin)
- 1923: Henrik Ibsen: Rosmersholm (Rebecca West) – Regie: ? (Residenz-Theater Berlin)
- 1929: Eugene O’Neill: Seltsames Zwischenspiel – Regie: Heinz Hilpert (Deutsches Künstlertheater Berlin)
- 1930: Ernst Barlach: Der blaue Boll – Regie: Jürgen Fehling (Schauspielhaus Berlin)
- 1932: Heinrich von Kleist: Der Prinz von Homburg – Regie: Max Reinhardt (Deutsches Theater Berlin)
- 1932: Gerhart Hauptmann: Vor Sonnenuntergang – Regie: Max Reinhardt (Deutsches Theater Berlin)
- 1933: Carl Hauptmann: Musik – Regie: Jürgen Fehling (Schauspielhaus Berlin)
- 1936: Wolfgang Goetz: Der Ministerpräsident – Regie: Richard Weichert (Staatstheater – Kleines Haus Berlin)